# Onevan de Matos
Onevan José de Matos (Frutal, 17 de dezembro de 1942 – São Paulo, 13 de novembro de 2020) foi um advogado, e político brasileiro radicado em Naviraí, Mato Grosso do Sul, desde 1979.

## Biografia

### Carreira política
Onevan iniciou sua vida política na década de 1970, como vereador por dois mandatos na cidade de Jales, São Paulo. Ainda na década de 70, Onevan chegou a Naviraí, sul do antigo estado de Mato Grosso para exercer a sua profissão de advogado.
Liderou na região o movimento que defendeu a divisão do Estado – o que foi conquistado no dia 11 de outubro de 1977. Onevan, desta forma, foi candidato e eleito deputado estadual de 1978, exercendo a primeira legislatura da Assembléia Legislativa de Mato Grosso do Sul após a instalação da nova unidade da federação, em 1979. Após 35 anos, Onevan de Matos exerceu o seu sétimo mandato como deputado estadual de Mato Grosso do Sul.. Foi eleito prefeito de Naviraí em 1988, governando o município entre os anos de 1989 e 1992.
Morreu no dia 13 de novembro de 2020, aos 77 anos, em um hospital de São Paulo, durante um procedimento de cateterismo.